# Buraq Air
Buraq Air (El-Buraq Air Transport Inc) is een luchtvaartmaatschappij uit Tripoli. De maatschappij verzorgt lijndiensten naar bestemmingen in Europa, Noord-Afrika, het Midden-Oosten en nationale bestemmingen. Behalve passagiers lijndiensten verzorgt Buraq Air ook vrachtvluchten op charter-basis en speciale vluchten voor de olie industrie in samenwerking met het Canadese (helikopter)bedrijf CHC.

## Geschiedenis
Bij de oprichting in november 2000 was Buraq Air de eerste luchtvaartmaatschappij met privé-investeerders in Libië.

## Diensten
Buraq Air voert (passagiers)lijnvluchten uit naar:(zomer 2008)
Binnenland:
- Benghazi, Misratah, Sebha, Tripoli.

Buitenland:
- Aleppo, Alexandrië, Istanboel, Rabat.